# Poro Dance
Poro Dance est le sixième album de la chanteuse ivoirienne Aïcha Koné sorti le 21 octobre 1992.

## Pistes de l'album
- 1 Kiriba
- 2 B.C
- 3 Adouma
- 4 Pointure
- 5 Décidé
- 6 Africa Liberté
- 7 Keni Dakan
- 8 Faida
- 9 Soussou
- 10 Kilimandjaro
- 11 Bani
- 12 Mini Mona
- 13 Africa Dipanda